# Małgorzata Stroka
Małgorzata Stroka (12 settembre 1980) è una schermitrice polacca.

## Biografia
Nei campionati europei di scherma ha conquistato una medaglia d'oro a Lipsia nel 2010, una d'argento a Plovdiv nel 2009 ed una di bronzo a Copenaghen nel 2004, nella spada a squadre.

## Palmarès
In carriera ha conseguito i seguenti risultati:
- Europei di scherma

Copenaghen 2004: bronzo nella spada a squadre.
Plovdiv 2009: argento nella spada a squadre.
Lipsia 2010: oro nella spada a squadre.